# Leixões Sport Club

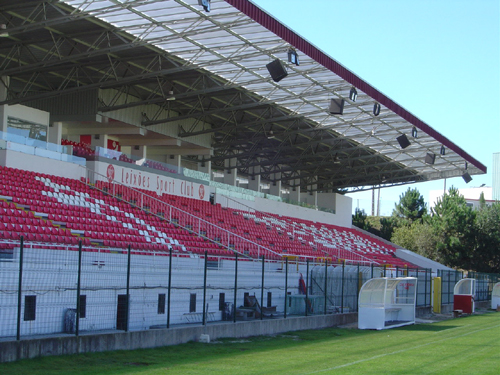
Estádio do Mar, situado en Matosinhos.

El Leixões Sport Club es un club de fútbol de la ciudad de Matosinhos, situada en el norte de Portugal. Fue creado en 1907 y actualmente juega en la Segunda División de Portugal.

## Historia
Los orígenes del equipo se remontan al 28 de noviembre de 1907, cuando se crea un club polideportivo que tomó el nombre del puerto de la ciudad donde se asentó, Matosinhos.
Su momento de gloria estuvo situado en los años 60, cuando el club ganó en 1961 la Copa de Portugal al FC Oporto y se clasificó para varias competiciones europeas a lo largo de los años. Sin embargo, el club descendió a Segunda en los 70 y, tras varias crisis, el club bajó las categorías inferiores del fútbol portugués en los 90.
El equipo recobró su fama en el año 2002, cuando llegó a la final de la Copa de Portugal estando en la 2.ªB portuguesa, tras llegar a la final de dicha competición. A pesar de perder la final frente al Sporting de Lisboa, el hecho de que el club lisboeta estuviera clasificado para la UEFA Champions League hizo que el Leixões SC se clasificara para la Copa UEFA. Posteriormente el equipo subió en 2003 a Segunda División, y en la temporada 2007-08 regresó a Primera tras 30 años de ausencia en la máxima categoría.
En el año 2002 fue el primer equipo de fútbol, sin ser un filial, que se clasificó para la Copa UEFA sin estar en la máxima categoría de su país. El primero fue el Castilla, que jugó la final de la Copa del Rey contra el propio Real Madrid y logró clasificarse para la Recopa de 1981.

### Secciones deportivas
La sección de fútbol es la principal. Sin embargo, el Leixões SC también posee secciones dedicadas a otros deportes como el voleibol, la natación, karate, boxeo y billar.

## Uniforme
- Uniforme titular: Camiseta roja y blanca, pantalón blanco y medias rojas.
- Uniforme alternativo: Camiseta, pantalón y medias negras.

## Estadio
El club juega sus partidos como local en el Estádio do Mar, un campo situado en Matosinhos y con capacidad para aproximadamente 6.000 espectadores.

## Participación en competiciones europeas
- Liga Europa de la UEFA (1): 2002-03.
- Recopa de Europa de la UEFA (1): 1961-62.

| Torneo                   | Ronda            | PJ | PG | PE | PP | GF | GC | Dif. | Puntos |
| ------------------------ | ---------------- | -- | -- | -- | -- | -- | -- | ---- | ------ |
| Recopa de Europa 1961-62 | Cuartos de final | 6  | 2  | 2  | 2  | 11 | 11 | 0    | 8      |
| Copa de la UEFA 2002-03  | Primera ronda    | 4  | 2  | 1  | 1  | 7  | 8  | -1   | 7      |
| Total                    | -                | 10 | 4  | 3  | 3  | 18 | 19 | -1   | 15     |

### Partidos
| Temporada | Competición      | Ronda          | Club                 | Cómputo global | Ida     | Vuelta         |
| --------- | ---------------- | -------------- | -------------------- | -------------- | ------- | -------------- |
| 1961/62   | Recopa de Europa | Clasificatoria | FC La Chaux-de-Fonds | 7-6            | 2-6 (F) | 5-0 (C)        |
| 1961/62   | Recopa de Europa | 1/8            | Progresul Bucarest   | 2-1            | 1-1 (C) | 1-0 (F)        |
| 1961/62   | Recopa de Europa | 1/4            | Motor Jena           | 2-4            | 1-1 (F) | 1-3 (Gera-DDR) |
| 1964/65   | Copa de Ferias   | 1R             | Celtic FC            | 1-4            | 1-1 (C) | 0-3 (F)        |
| 1968/69   | Copa de Ferias   | 1R             | FC Argeş Piteşti     | 1-1 u          | 1-1 (C) | 0-0 (F)        |
| 2002/03   | UEFA Cup         | Clasificatoria | Belasica Strumica    | 4-3            | 2-2 (C) | 2-1 (F)        |
| 2002/03   | UEFA Cup         | 1R             | PAOK Saónica         | 3-5            | 2-1 (C) | 1-4 (F)        |

## Palmarés

### Torneos Nacionales (2)
- Copa de Portugal (1): 1960-61
- Campeonato de Segunda División (1): 2006-07